# Xã Raymond, Quận Rice, Kansas
Xã Raymond (tiếng Anh: Raymond Township) là một xã thuộc quận Rice, tiểu bang Kansas, Hoa Kỳ. Năm 2010, dân số của xã này là 153 người.